# بيل شيبرد
بيل شيبرد (بالإنجليزية: Bill Shepherd)‏ (25 سبتمبر 1920 - 1 مارس 1983) هو لاعب كرة قدم بريطاني (وحمل سابقاً جنسية المملكة المتحدة لبريطانيا العظمى وأيرلندا) في مركز الظهير. لعب مع نادي ليفربول وويغان أتلتيك.